# マタドール作戦 (1945年)
マタドール作戦 (Operation Matador) は、イギリス軍が1945年1月に実行した、ビルマのラムリー島北部への上陸作戦。ラングーンへ向かう第14軍への補給用の港湾および飛行場の確保が目的であった。上陸したのはインド第26師団であった。艦艇は戦艦「クイーン・エリザベス」、護衛空母「アミール」、軽巡洋艦「フィービ」などが参加した。上陸は1月26日に行われた。上陸前には「クイーン・エリザベス」などによる艦砲射撃やB-24爆撃機による爆撃が実施された。上陸中「LCA2086」と「ML891」が触雷して沈没した。上陸は成功し、続くラムリー島の戦いで日本軍を撃破して全島を占領した。